# دراكينو (مورافيكا)

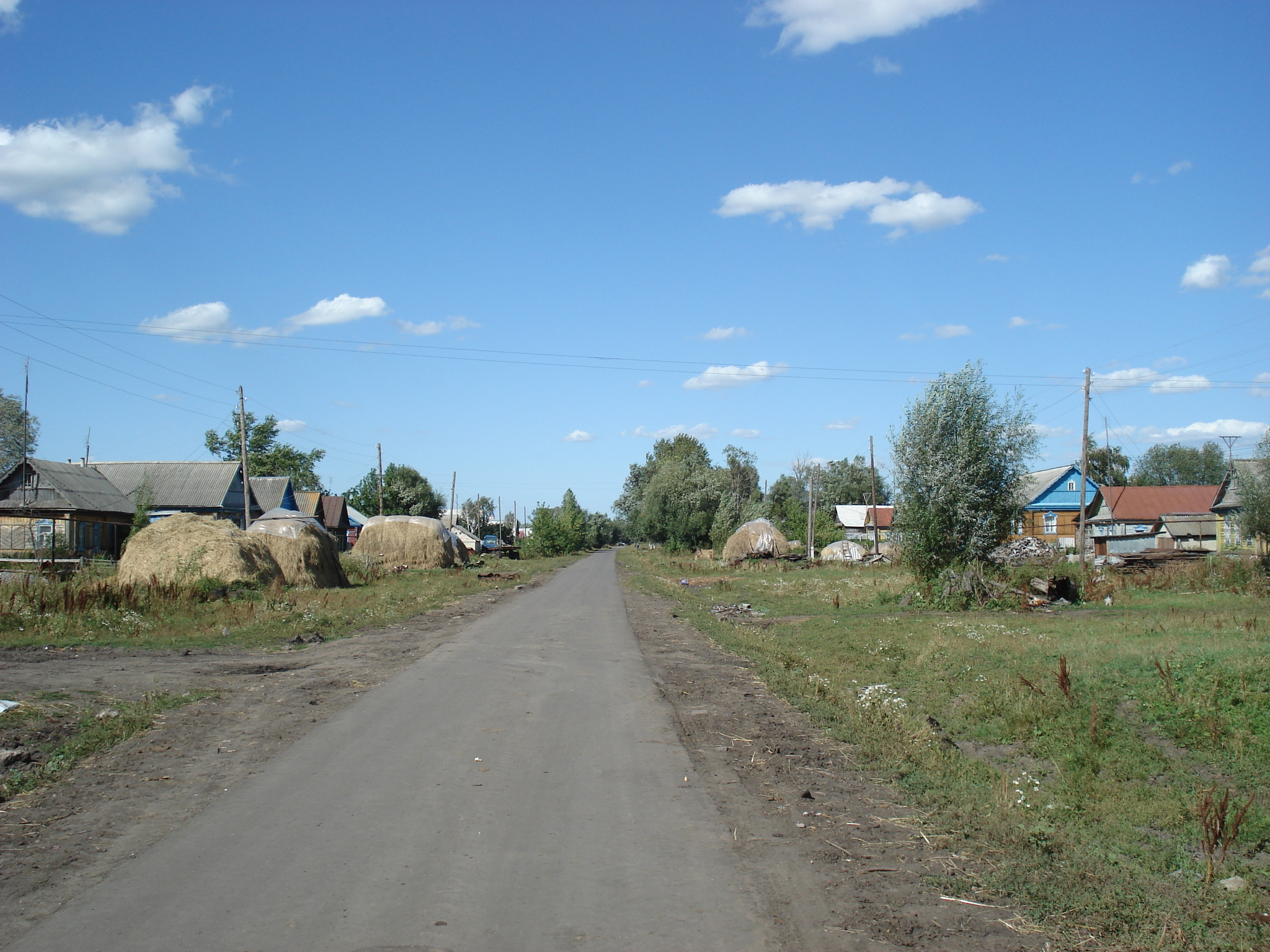

دراكينو (Дракино) هي مدينة في موردوفيا في مقاطعة سينترال سيربيا في روسيا.
يبلغ عدد سكانها حوالي 2993 نسمة.